# Amstel Tijgers
Amstel Tijgers je profesionální nizozemský hokejový tým. Byl založen v roce 1963. Domácím stadionem je Jaap Eden baan.

## Vývoj názvů týmu
- Amstel Tijgers (od roku 1963)

## Úspěchy
- Nizozemská liga ledního hokeje - 1985, 2002, 2003, 2004, 2005 a 2024
- Nizozemský pohár - 1939, 1980, 1985, 2000, 2003, 2004 a 2005

## Nejlepší hráči
- Ron Berteling
- Alexander Schaafsma
- Saskia Admiraal
- Bob Altelaar
- Appie Bood
- Rachid Boukrim
- Mark Bultje
- Mario de Vos
- Tjakko de Vos
- Jeff Delhez
- Lieke Erades
- Arthur Pohlman
- Stefan Proietti
- Edwin Rusticus
- Jerry Tertaas
- Ronald van der Wal
- Walter van Gerwen
- Michael Veltman
- Jurry Visser
- David Wood

## Nejlepší trenéři
- Ron Berteling
- Willem Hoogervorst
- Mario de Vos